# 石槽集乡
石槽集乡，是中华人民共和国河南省周口市沈丘县下辖的一个乡镇级行政单位。

## 行政区划
石槽集乡下辖以下地区：
石槽村、徐营村、前张营村、于营村、北程营村、陈庄村、艾庄村、程营村、虎头村、二院庄村、杨营村、刘腰庄村、东寨村、董营村、孙营村、陈口村、龚寨村、蒋寨村、大王营村、后张营村、大涂营村、王湖村、肖营村、小涂营村、涂楼村、小王营村、刘楼村、大李营村、范庄村、邵庄村、郜庄村、赵庄村和西寨村。